# ATP Finals 2025
El Nitto ATP Finals 2025, també anomenat Copa Masters masculina 2025, és l'esdeveniment que tanca la temporada 2025 de tennis en categoria masculina. La 56a edició en individual i la 50a en dobles es celebren sobre pista dura interior, entre els dies 9 i 15 de novembre del 2025 a l'Inalpi Arena de Torí (Itàlia).

## Individual

### Classificació
| Núm. | Tennista                  | Grand Slam | Grand Slam | Grand Slam | Grand Slam | ATP Masters 1000 (obligatoris) | ATP Masters 1000 (obligatoris) | ATP Masters 1000 (obligatoris) | ATP Masters 1000 (obligatoris) | ATP Masters 1000 (obligatoris) | ATP Masters 1000 (obligatoris) | ATP Masters 1000 (obligatoris) | ATP Masters 1000 (obligatoris) | Altres millors resultats | Altres millors resultats | Altres millors resultats | Altres millors resultats | Altres millors resultats | Altres millors resultats | Altres millors resultats | Punts | T  |
| ---- | ------------------------- | ---------- | ---------- | ---------- | ---------- | ------------------------------ | ------------------------------ | ------------------------------ | ------------------------------ | ------------------------------ | ------------------------------ | ------------------------------ | ------------------------------ | ------------------------ | ------------------------ | ------------------------ | ------------------------ | ------------------------ | ------------------------ | ------------------------ | ----- | -- |
| Núm. | Tennista                  | AUS        | RG         | WIM        | USO        | INW                            | MIA                            | MAD                            | ROM                            | CAN                            | CIN                            | XAN                            | PAR                            | 1                        | 2                        | 3                        | 4                        | 5                        | 6                        | 7                        | Punts | T  |
|      | Carlos Alcaraz 09/07/2025 | QF 400     | G 2000     | F 1300     |            | SF 400                         | R64 10                         | A 0                            | G 1000                         | A 0                            |                                |                                |                                | G 1000                   | G 500                    | G 500                    | F 330                    | QF 100                   |                          |                          | 7.740 | 12 |
|      | Jannik Sinner 08/08/2025  | G 2000     | F 1300     | G 2000     |            | A 0                            | A 0                            | A 0                            | F 650                          | A 0                            |                                |                                |                                |                          |                          |                          |                          |                          |                          |                          | 6.650 | 6  |